# Liquid Snake
Liquid Snake ou Liquid (de son vrai prénom Eli), est un personnage de jeu vidéo dans la série Metal Gear. Interprété par Stéphane Cornicard dans la version française, Cam Clarke et Piers Stubbs dans la version américaine et par Banjo Ginga et Yutaro Honjo en japonais, il fait son apparition (de façon réelle) dans Metal Gear Solid, ainsi que, bien évidemment, dans son remake Metal Gear Solid: The Twin Snakes et dans Metal Gear Solid V: The Phantom Pain.
Il apparaît aussi de manière indirecte (mentionné) dans Metal Gear Solid 2: Sons of Liberty et Metal Gear Solid 4: Guns of the Patriots, (Revolver Ocelot prétendant être possédé par l'âme de ce dernier).

## Biographie
À l'issue du projet "Les Enfants Terribles", Liquid et ses "frères" disparaissent des écrans radars pendant un certain temps. Big Boss, son père, recroise sa route en Angola en 1984. Le jeune garçon, alors âgé de 12 ans, y dirige un groupe d'enfants soldats et se fait appeler le « Mamba Blanc » par ses sbires avec qui il pille les villages environnants. Lors de son combat contre Venom Snake, Eli montre des aptitudes phénoménales pour son âge, bien qu'il soit vaincu par Big Boss qui le ramène à la Mother base, le QG de son organisation militaire indépendante. Eli se montre très vite provocateur envers Big Boss et Ocelot, qui doivent intervenir plusieurs fois pour le contenir. Il semble également qu'il ait conscience de sa condition de clone (son âge, son apparence, et ses capacités de combat en témoignent), ce qui explique la haine qu'il voue à l'égard des adultes, et plus particulièrement à l'égard de son père ; de sa défaite lui est venue l'obsession de vouloir dépasser Big Boss, obsession qui le suivra jusqu'à Shadow Moses. Après la mort de Skull Face, Eli déclenche une révolte des enfants soldats présents sur la Mother base, et s'enfuit avec le Sahelanthropus, avec l'aide du troisième garçon (un être doté de pouvoir psycho-télékinétiques surpuissants et portant un masque à gaz, laissant penser qu'il s'agit de Psycho Mantis) attiré par la haine que dégage le jeune Liquid.
Liquid est élevé peu après sa naissance en Grande-Bretagne. Le MI5 ne tarde pas à mettre la main sur le jeune Liquid qui semble doué à la fois pour l'infiltration et le combat. Il sert dans les SAS pendant la guerre du Golfe. Officiellement, sa mission était de traquer et de détruire les lanceurs de missiles SCUD mais en réalité, il doit infiltrer le Moyen-Orient en tant qu'agent dormant du SIS. Une de ses fonctions était d'être un démineur et il parvient un jour à désamorcer 50 bombes en une heure. Cependant, il est fait prisonnier par les forces irakiennes. Il semble s'être évadé ou libéré (avec peut-être un lavage de cerveau). Par la suite, il devient mercenaire au Moyen-Orient. Il devient un guerrier mythique et redouté, surnommé le « chacal chasseur ». En 1994, il est récupéré par les américains et peut-être incorporé dans un corps spécial. En 1999, devenu un  guerrier des plus expérimentés, il rejoint Fox Hound, nommé commandant des opérations de terrain peu après le départ de Solid Snake.
Liquid est notamment connu pour sa maîtrise exceptionnelle de tout type d'armes et de véhicules de combat (à Shadow Moses, il abat deux F-16 avec un hélicoptère Hind-D) et pour ses prouesses au corps à corps.

### Metal Gear Solid
Liquid Snake est dans Metal Gear Solid, le commandant de Fox Hound et des soldats génomes. Il mesure 183 cm, aurait un quotient intellectuel de 180 et parle couramment sept langues dont l'espagnol, le français et le malais ainsi que l'arabe comme si c'était sa langue maternelle.
Il est issu du projet « Les Enfants Terribles », ce qui fait de lui un clone de Big Boss, et possède ainsi les mêmes gènes dominants que ce dernier. Les autres membres de son unité ont pour lui un respect proche de la déférence et n'imaginent pas qu'il puisse être vaincu. De fait, Campbell dit à Snake qu'il est le seul adversaire à sa mesure. D'ailleurs, les autres membres de Fox-Hound (surtout Raven) prédisent un combat de titan entre les deux frères.
Il est à l'origine de l'incident de Shadow Moses, voulant récupérer le corps de Big Boss afin d'éviter sa vieillesse accélérée. Il réclame aussi que le gouvernement lui donne un milliard de dollars, faute de quoi il lance une ogive nucléaire sur Washington. Durant cet incident, il se fait passer pour Master Miller (assassiné 3 jours avant l'incident de Shadow Moses) auprès de Solid Snake afin de le manipuler. Il souffre également d'un complexe d'infériorité envers Solid Snake qui selon lui possède les gènes supérieurs. Cela le pousse à vouloir affronter son frère. Au sommet du Metal Gear Rex, les deux se battent à mains nues avec Meryl comme prix. Solid Snake n'a que trois minutes pour la sauver. Après un combat violent et intense, à quelques secondes de la fin, alors que les deux adversaires sont épuisés, Liquid se relâche (et paie son arrogance qui l'a poussé à peu attaquer au début) et Snake parvient à le faire tomber du Metal Gear. Toutefois, Liquid survit à la chute et après une course poursuite survoltée en jeep, il est à deux doigts de tuer Snake et Meryl avant d'être frappé par le virus FoxDie et meurt devant eux.

### Metal Gear Solid 2
Revolver Ocelot ayant perdu son bras droit, il le remplacera par celui de Liquid. Cependant, possédant un don de voyance lui venant de son père The Sorrow, Ocelot va être peu à peu contrôlé par Liquid Snake. Il sera alors obligé de s'injecter un produit pour continuer à garder le contrôle de son propre corps. Mais à la fin de Sons of Liberty, Ocelot étant en présence de Solid Snake, Liquid Snake se libère, prend totalement le contrôle du corps d'Ocelot et s'enfuit à bord d'un Metal Gear Ray.

### Metal Gear Solid 4
Dans Metal Gear Solid 4: Guns of the Patriots, Ocelot contrôlé par Liquid est surnommé Liquid Ocelot (voir Revolver Ocelot). Liquid Ocelot a quelques différences avec Revolver Ocelot : son bras est beaucoup plus musclé, il est légèrement blond, ses pupilles sont dilatées et il adopte le langage corporel de Liquid (poing serré et gestes brusques du bras là où Ocelot a des gestes plus nonchalants). Mais lors de l'ultime combat du jeu opposant Liquid Ocelot à Solid Snake, le joueur apprend que Ocelot n'était pas contrôlé par Liquid à travers son bras, afin de ne pas être soupçonné par les Patriots. Il utilisait l'hypnose afin de tromper ses nanomachines (et par conséquent les Patriots).
Toutefois, selon une autre théorie, Ocelot, à force d'imiter Liquid, aurait fini par accueillir totalement la personnalité de celui-ci et serait ainsi devenu Liquid, mais quoi qu'il en soit, Ocelot retrouve sa personnalité à la fin du jeu. Ainsi de cette façon, Snake se battrait à la fin contre Liquid qui recouvre peu à peu sa personnalité et ses souvenirs de Revolver Ocelot.
Autre théorie, celle d'un plan encore plus audacieux de la part d'Ocelot : celui-ci aurait délibérément fait renaitre Liquid, étant prêt à sacrifier sa personnalité pour cela, pour que celui-ci mette en route son insurrection. Alors, par un enchainement d'événements, Solid Snake met fin au projet de Liquid et grâce au Dr Naomi Hunter, met par conséquent fin à toutes les IA constituant les Patriotes. Le combat Solid-Liquid qui suit est l'un des plus complexes de la série, car Snake y affronte successivement Liquid et Ocelot.
Au cours du combat, Liquid cède soudain sa place à Ocelot qui meurt après avoir regardé Snake une dernière fois.

### Metal Gear Solid V: The Phantom Pain
Liquid apparaît dans cet épisode sous le nom d'Eli, adolescent à la tête d'un groupe d'enfants soldats en Afrique Centrale.
Surnommé le "White Mamba", Eli et ses enfants soldats sont capturés par Venom Snake et rapatriés sur la Mother Base. Il éprouvera par la suite une haine envers Venom Snake et ses Diamond Dogs.
Il se liera d'amitié avec Tretij Rebenok, et à la fin de l'aventure s'enfuira de la Mother Base emportant avec lui le Sahelanthropus.
Dans la mission 51 non terminée, on peut voir via des cutscenes Venom Snake venir détruire le Sahelanthropus une bonne fois pour toutes et laisser Eli à son sort.